# Liste des duchesses d'York
Duchesse d'York est le principal titre de courtoisie porté par l'épouse du duc d'York. Trois des onze ducs d'York ne se sont pas mariés ou avaient déjà accédé au trône avant leur mariage, tandis que deux des ducs se sont mariés deux fois, il n'y a donc eu que dix duchesses d'York, mais il y eut également une duchesse d'York et d'Albany. En effet, en 1791, la princesse Frédérique-Charlotte de Prusse épouse le prince Frédéric d'York (deuxième fils du roi George III). Son mari détenait un double duché (York et Albany) plutôt que deux. Les deux précédents ducs d'York et d'Albany ne s'étant jamais mariés, et son mari étant le dernier duc d'York et d'Albany, Frédérique-Charlotte est la seule duchesse avec ce double titre.

## Maison d'York (1385-1483)
| Portrait | Nom (dates)                      | Époux | Titres | Eléments biographiques | Armoiries |
| -------- | -------------------------------- | --- | --- | --- | --------- |
|          | Isabelle de Castille (1355-1392) | - Edmond de Langley (mariage en 1372) | - Comtesse de Cambridge (1372-1392) - Duchesse d'York (1385-1392) | - Princesse de la Maison d'Ivrée. Fille légitimée de Pierre Ier de Castille et de Marie de Padilla. - Mère d'Édouard d'York, de Constance d'York et de Richard de Conisburgh.                                                                            |           |
|          | Jeanne Holland (1380-1434)       | - Edmond de Langley (mariage en 1395) - William Willoughby (mariage en 1404) - Henry Scrope (mariage en 1410) - Henri Bromflete (mariage en 1416) | - Duchesse d'York et comtesse de Cambridge (1395-1402) - Baronne Willoughby d'Eresby (1404-1409) - Baronne Scrope de Masham (1410-1415) - Baronne Vessy (1416-1434)                          | - Princesse de la Maison Holland. Fille de Thomas Holland et d'Alice FitzAlan. |           |
|          | Philippa de Mohun (1367-1431)    | - Walter Fitzwalter - John Golafre - Édouard d'York (mariage en 1398)                                                                             | - Baronne Fitzwalter (?-1386) - Lady Golafre (?-1396) - Duchesse d'Albemarle (1398-1399) - Comtesse de Rutland (1398-1415) - Comtesse de Cambridge (1402-1414) - Duchesse d'York (1402-1415) | - Princesse de la Famille de Mohun. Fille de John de Mohun et de Joan Burghersh. |           |
|          | Cécile Neville (1415-1495)       | - Richard Plantagenêt (mariage en 1429) | - Duchesse d'York, comtesse de Cambridge, de Rutland, de March et d'Ulster (1429-1460) | - Princesse de la Famille Neville. Fille de Ralph Neville et de Jeanne Beaufort. - Mère d'Anne d'York, d'Édouard IV d'Angleterre, d'Edmond Plantagenêt, d'Élisabeth d'York, de Marguerite d'York, de Georges Plantagenêt et de Richard III d'Angleterre. |           |
|          | Anne de Mowbray (1472-1481)      | - Richard de Shrewsbury (mariage en 1478) | - Comtesse (1476-1478) puis duchesse (1478-1481) de Norfolk, comtesse de Nottingham et de Surrey, baronne Mowbray et Segrave (de plein droit, 1476-1481) - Duchesse d'York (1478-1481)       | - Princesse de la Famille de Montbray. Fille de John de Mowbray et d'Élisabeth Talbot. |           |

## Maison Stuart (1604-1685)
| Portrait | Nom (dates)                 | Époux                                       | Titres | Eléments biographiques | Armoiries |
| -------- | --------------------------- | ------------------------------------------- | --- | --- | --------- |
|          | Anne Hyde (1637-1671)       | - Jacques II d'Angleterre (mariage en 1660) | - Fille d'honneur de Marie-Henriette Stuart (1651-1660) - Duchesse d'York et d'Albany, comtesse d'Ulster (1660-1671) | - Princesse de la Famille Hyde. Fille d'Edward Hyde et de Frances Aylesbury. - Mère de Marie II d'Angleterre et d'Anne de Grande-Bretagne.               |           |
|          | Marie de Modène (1658-1718) | - Jacques II d'Angleterre (mariage en 1673) | - Duchesse d'York et d'Albany, comtesse d'Ulster (1673-1685) - Reine d'Angleterre, d'Écosse et d'Irlande (1685-1688) | - Princesse de la Maison d'Este. Fille d'Alphonse IV d'Este et de Laure Martinozzi. - Mère de Jacques-François Stuart et de Louise-Marie-Thérèse Stuart. |           |

## Maison de Hanovre (1716-1827)
| Portrait | Nom (dates)                                | Époux                               | Titres                                                       | Eléments biographiques |
| -------- | ------------------------------------------ | ----------------------------------- | ------------------------------------------------------------ | --- |
|          | Frédérique-Charlotte de Prusse (1767-1820) | - Frédéric d'York (mariage en 1791) | - Duchesse d'York et d'Albany, comtesse d'Ulster (1791-1820) | - Princesse de la Maison de Hohenzollern. Fille de Frédéric-Guillaume II de Prusse et d'Élisabeth-Christine-Ulrique de Brunswick-Wolfenbüttel. |

## Maison de Saxe-Cobourg et Gotha puis de Windsor (1892-)
| Portrait | Nom (dates)                      | Époux                                        | Titres | Eléments biographiques | Armoiries |
| -------- | -------------------------------- | -------------------------------------------- | --- | --- | --------- |
|          | Mary de Teck (1867-1953)         | - George V du Royaume-Uni (mariage en 1893)  | - Duchesse d'York (1893-1901) - Princesse de Galles, duchesse de Cornouailles et de Rothesay (1901-1910) - Reine du Royaume-Uni et des dominions britanniques, impératrice des Indes (1910-1936) | - Princesse de la Maison de Wurtemberg. Fille de François de Wurtemberg et de Marie-Adélaïde de Cambridge. - Mère d'Édouard VIII du Royaume-Uni, de George VI du Royaume-Uni, de Mary du Royaume-Uni, d'Henry de Gloucester, de George de Kent et de John du Royaume-Uni. |           |
|          | Elizabeth Bowes-Lyon (1900-2002) | - George VI du Royaume-Uni (mariage en 1923) | - Duchesse d'York (1923-1936) - Reine du Royaume-Uni et des dominions (1936-1952) - Impératrice des Indes (1936-1948)                                                                            | - Fille de Claude Bowes-Lyon et de Cecilia Nina Cavendish-Bentinck. - Mère d'Élisabeth II du Royaume-Uni et de Margaret du Royaume-Uni. |           |
|          | Sarah Ferguson (1959-)           | - Andrew d'York (mariage en 1986)            | - Duchesse d'York, comtesse d'Inverness et baronne Killyleagh (1986-1996) | - Fille de Ronald Ferguson et de Susan Mary Wright. - Mère de Béatrice d'York et d'Eugénie d’York. |           |